# Gustavo Aguado
Gustavo Adolfo Aguado León (Maracaibo, Zulia, 3 de noviembre de 1949) es un cantante venezolano, director general de la orquesta venezolana Guaco.

## Historia
Nacido en Maracaibo, Zulia, el 3 de noviembre de 1949, desde su adolescencia inició una prolífica carrera musical. Debutó junto a las Estrellas del Zulia y a los 13 años de edad incursiona en el Conjunto Gaitero Estudiantil Los Guaco del Zulia, que a partir de 1970 comienza a llamarse Los Guacos y hoy es conocida simplemente como Guaco
Su afición por la música vanguardista lo lleva a experimentar nuevas sonoridades con esta agrupación entre 1972 y 1979. La influencia de  Aldemaro Romero con su “Onda Nueva” y grandes figuras de la música latinoamericana denotarían matices evolutivos dentro de su propuesta musical, este período sería el calentamiento hacia un sonido original y propio que se nutriría de la fuerza y cadencia de la gaita y de un movimiento musical caribeño que había dado sus mejores frutos desde el año 1975: La Salsa. 
Es cuatrista, percusionista ejecutante de las congas o “tumbadoras” y sobre todo: cantante, siendo, durante 50 años la voz líder e imagen de Guaco. Sus gustos musicales son amplios y atraído por la percusión latina, el jazz, el rock, los instrumentos de cuerda y hasta los “Chimbángueles Sanbeniteros”, ha logrado consolidar un estilo propio, marcado por la influencia de grupos cubanos y españoles como: Irakere, Chucho Valdés, NG La Banda, Clímax, Ketama y La Barbería del Sur. Al discurrir los años y al mando de Gustavo Aguado, el sonido de Guaco ha tomado matices particulares e individuales, están íntimamente ligados al denominado Latin Jazz e incursionan en el género Pop, desvinculándose de la gaita y creando un sonido innovador con sello propio.
El 25 de mayo de 2013 anunció que se retiraría de los escenarios con Guaco, y que pasaría a formar parte solo en la producción musical.